# Huaihua
Huaihua (chiń. 怀化; pinyin Huáihuà) – miasto o statusie prefektury miejskiej w środkowych Chinach, w prowincji Hunan. W 2010 roku liczba mieszkańców miasta wynosiła 126 422. Prefektura miejska w 1999 roku liczyła 4 810 275 mieszkańców.